# Фридрих II фон Бланкенхайм
Фридрих II фон Бланкенхайм (на немски: Friedrich II von Blankenheim; * пр. 1301; † 1321/1322) е господар на Бланкенхайм в Айфел и господар на замък Каселбург в Пелм при Геролщайн и рицар.
Той е най-възрастният син на Герхард V фон Бланкенхайм († сл. 10 август 1309) и съпругата му Ирмезинда Люксембургска (или Ирмгард дьо Дюрбюи) († сл. 1308), дъщеря на Герхард III, господар на Дюрбюи-Руси († 1303), и съпругата му Мехтхилд фон Клеве († 1304), дъщеря на граф Дитрих фон Клеве († 1245).
Фамилията наследява замък Каселбург и се основава линията Бланкенхайм-Каселбург.

## Фамилия
Фридрих II фон Бланкенхайм се жени сл. 23 ноември 1313 г. за Елизабет фон Лайнинген (* пр. 1323; † сл. 1351), вдовица на Емих I фон Даун († 23 ноември 1313), дъщеря на граф Фридрих V фон Лайнинген († сл. 1327) и София фон Фрайбург († сл. 1335). Те имат децата:
- Ирмезинд фон Бланкенхайм (* пр. 1327; † 1365), омъжена на 1 октомври 1330 г. за Вернер фон Моленарк, господар на Томбург († 10 юни 1362)
- Елизабет фон Бланкенхайм (* пр. 1327; † сл. 1341?)
- дете († 1327)

След смъртта му вдовицата му Елизабет фон Лайнинген се омъжва трети път пр. 30 януари 1320 г. за Конрад V фон Щолценберг 'Млади', господар на Нанщайн († сл. 1351).